# بيل والش (كاتب أمريكي)
بيل والش (بالإنجليزية: Bill Walsh)‏ هو كاتب أمريكي، ولد في 20 ديسمبر 1961 في بوتسفيل في الولايات المتحدة، وتوفي في 15 مارس 2017 بسبب سرطان الأوعية الصفراوية.

## وصلات خارجية
- الموقع الرسمي